# Luis M. González-Mata
Luis Manuel González-Mata é um espião e ensaísta da Espanha.

## Biografia
Em seu livro autobiográfico,  Swan. Memórias de um agente secreto  (título original  Cisne. Yo fui espía de Franco ), ele relata sua carreira como espião durante o regime de Franco e durante o período da transição democrática espanhola. Em 1978, ele esteve envolvido na tentativa de assassinato de Antonio Cubillo, líder Independente das Ilhas Canárias.
Em 1979, em seu livro "Os Verdadeiros Mestres do Mundo", ele foi um dos primeiros a revelar a existência e o funcionamento do Grupo Bilderberg.

## Publicações
- Swan. Memórias de um agente secreto ,  Grasset, 1976. Reserve on-line em Gallica
- Terrorismo Internacional , Barcelona, Argos - Vergara, 1978.
- Las muertes del "Che" Guevara , Barcelona, Argos Vergara, 1980. ISBN 84-7017-849-0
- Os verdadeiros mestres do mundo , Paris, Éditions Grasset & Fasquelle, 1979.